# Генрих Штанге
Ге́нрих Шта́нге (нем. Heinrich Stange) – тевтонский рыцарь, живший в XIII веке и служивший в Прусском ландмейстерстве; комтур Христбурга (нем. Christburg)  в 1249-1252 годах и одновременно вице-ландмейстер Пруссии; участник Прусских крестовых походов. Погиб в 1252 году вместе с Германом Штанге (возможно, его родным братом) в битве с самбийцами у деревни Гермау (Гирмов) во время похода в Самбию , который он возглавил по приказу ландмейстера Дитриха фон Грюнингена, о чём сообщает Пётр из Дусбурга в Хронике земли Прусской, а также Николай фон Ерошин в одноимённой хронике:
Брат Генрих по прозвищу Штанге, комтур Христбурга, с большим войском, вверенным ему магистром, выступил на войну с Самбией и зимой вторгся в неё близ места, где ныне стоит замок Лохштедт, убив и захватив в плен многих людей, разоряя огнём и мечом со всех сторон до самой деревни Гирмов, где во всеоружии встретились с ними самбы. Этот комтур вступил с ними в сражение, словно бесстрашный лев, и, чтобы задержать их, пока войско его отступало в безопасное место, многих ранил копьём своим. Наконец его коварно окружили пруссы и, нанеся множество ударов, сбросили с коня. Увидел это Брат Герман, брат упомянутого комтура, и вскипела в нём любовь к брату его. Не в силах вынести столь незаслуженной гибели его, он вступил в битву, и, долго отражая натиск, когда он многих смертельно ранил, они оба пали; прочие братья с войском своим спаслись .